# Драгиша Пењин
Драгиша Пењин (Кленак, 3. септембар 1925 — Шабац, 11. април 2000) био је српски песник и новинар.

## Биографија
Рођен је у селу Кленак у близини Шапца. Основну школу и гимназију је завршио у Шапцу. Након завршетка гимназије уписао је студије ветерине у Београду. Током његовог школовања избио је Други светски рат због чега је прекинуо школовање. Током рата Немци су га заробили и учествовао је у Крвавом маршу. Након завршетка рата уписо је Вишу педагошку школу у Београду где је дипломирао 1950. године.
Већи део радног века је провео као новинар „Гласа Подриња“. Био је познат по репортажама, у којима је писао о значајним личностима. Међутим Пењин је више волео да пише о обичним људима, који су по нечему постали препознатљиви у срединама у којима живе. Такође је познат и као текстописац. Један од његових најпознатијих хитова јесте песма Кад је деда лумповао.
Током живота је објавио укупно 48 књижевних дела. Најпознатији је по песмама (13 збирки), али је објављивао и приповетке (3 збирке), романе (4), драме (5) и сценарије.